# أوقست كوش
أوقست كوش (بالألمانية: August Koch)‏ هو مهندس معماري ألماني، ولد في 14 مايو 1914 في زوندرسهاوزن في ألمانيا، وتوفي في 6 يناير 2003 في فايمار في ألمانيا.